# Отвідаберг (комуна)
Комуна Отвідаберг (швед. Åtvidabergs kommun) — адміністративно-територіальна одиниця місцевого самоврядування, що розташована в лені Естерйотланд у центральній Швеції.
Отвідаберг 141-а за величиною території комуна Швеції. Адміністративний центр комуни — місто Отвідаберг.

## Населення
Населення становить 11 473 чоловік (станом на вересень 2012 року). 
| Кількість населення комуни Отвідаберг за 1970-2010 роки | Кількість населення комуни Отвідаберг за 1970-2010 роки | Кількість населення комуни Отвідаберг за 1970-2010 роки | Кількість населення комуни Отвідаберг за 1970-2010 роки | Кількість населення комуни Отвідаберг за 1970-2010 роки |
| ------------------------------------------------------- | ------------------------------------------------------- | ------------------------------------------------------- | ------------------------------------------------------- | ------------------------------------------------------- |
| Рік                                                     |                                                         |                                                         | Населення                                               |                                                         |
| 1970                                                    | 1970                                                    |                                                         | 13 046                                                  | 13 046                                                  |
| 1975                                                    | 1975                                                    |                                                         | 12 976                                                  | 12 976                                                  |
| 1980                                                    | 1980                                                    |                                                         | 12 927                                                  | 12 927                                                  |
| 1985                                                    | 1985                                                    |                                                         | 12 707                                                  | 12 707                                                  |
| 1990                                                    | 1990                                                    |                                                         | 12 732                                                  | 12 732                                                  |
| 1995                                                    | 1995                                                    |                                                         | 12 574                                                  | 12 574                                                  |
| 2000                                                    | 2000                                                    |                                                         | 11 946                                                  | 11 946                                                  |
| 2005                                                    | 2005                                                    |                                                         | 11 723                                                  | 11 723                                                  |
| 2010                                                    | 2010                                                    |                                                         | 11 504                                                  | 11 504                                                  |
| Джерело: SCB                                            |                                                         |                                                         |                                                         |                                                         |

## Населені пункти
Комуні підпорядковано 5 міських поселень (tätort) та низка сільських, більші з яких:
- Отвідаберг (Åtvidaberg)
- Берґ (Berg)
- Б'єрсетер (Björsäter)
- Фалерум (Falerum)
- Ґребу (Grebo)
- Берсбу (Bersbo)
- Кварнвік (Kvarnvik)
- Ганнес (Hannäs)

## Галерея

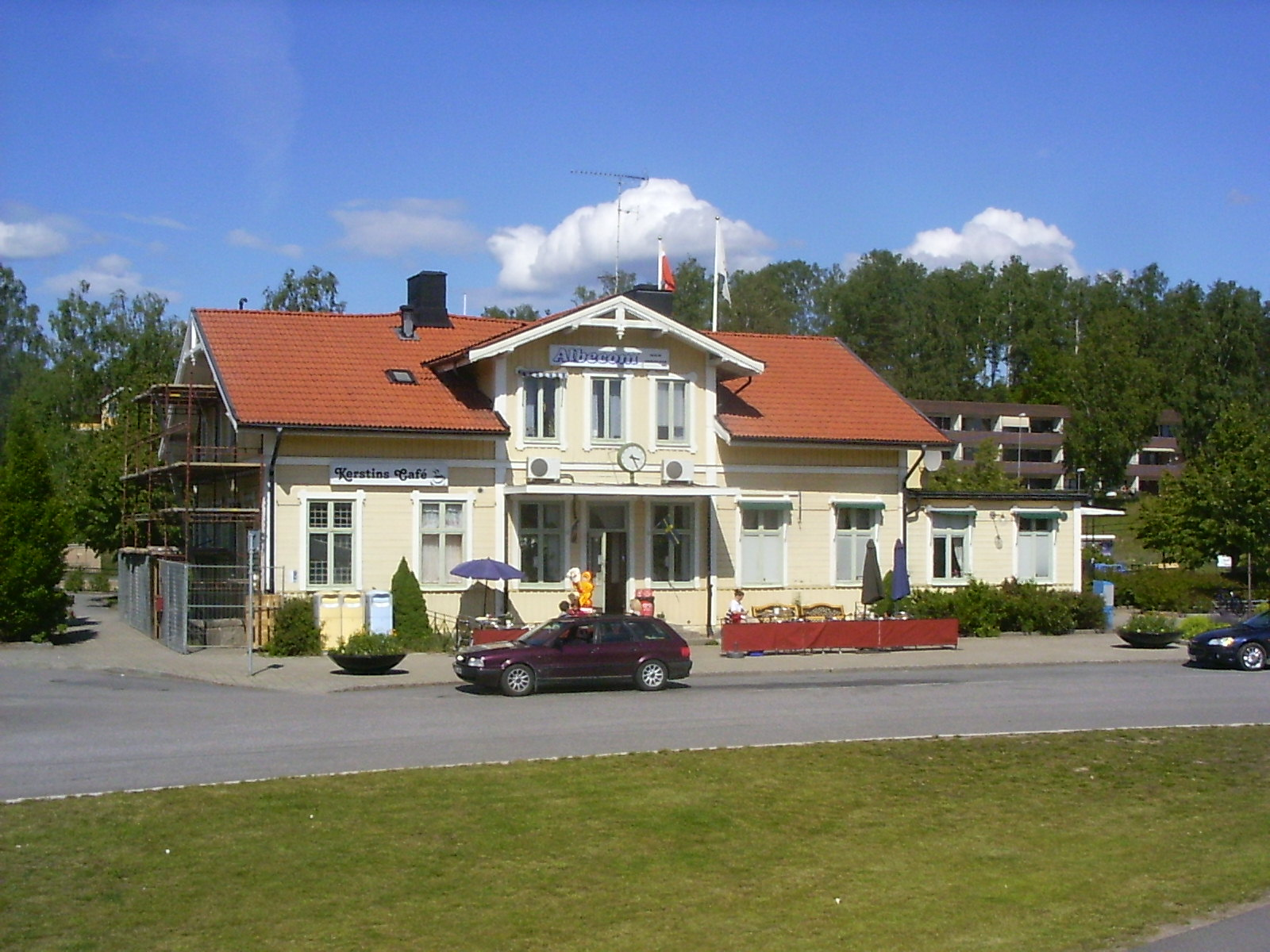
Залізнична станція Отвідаберг
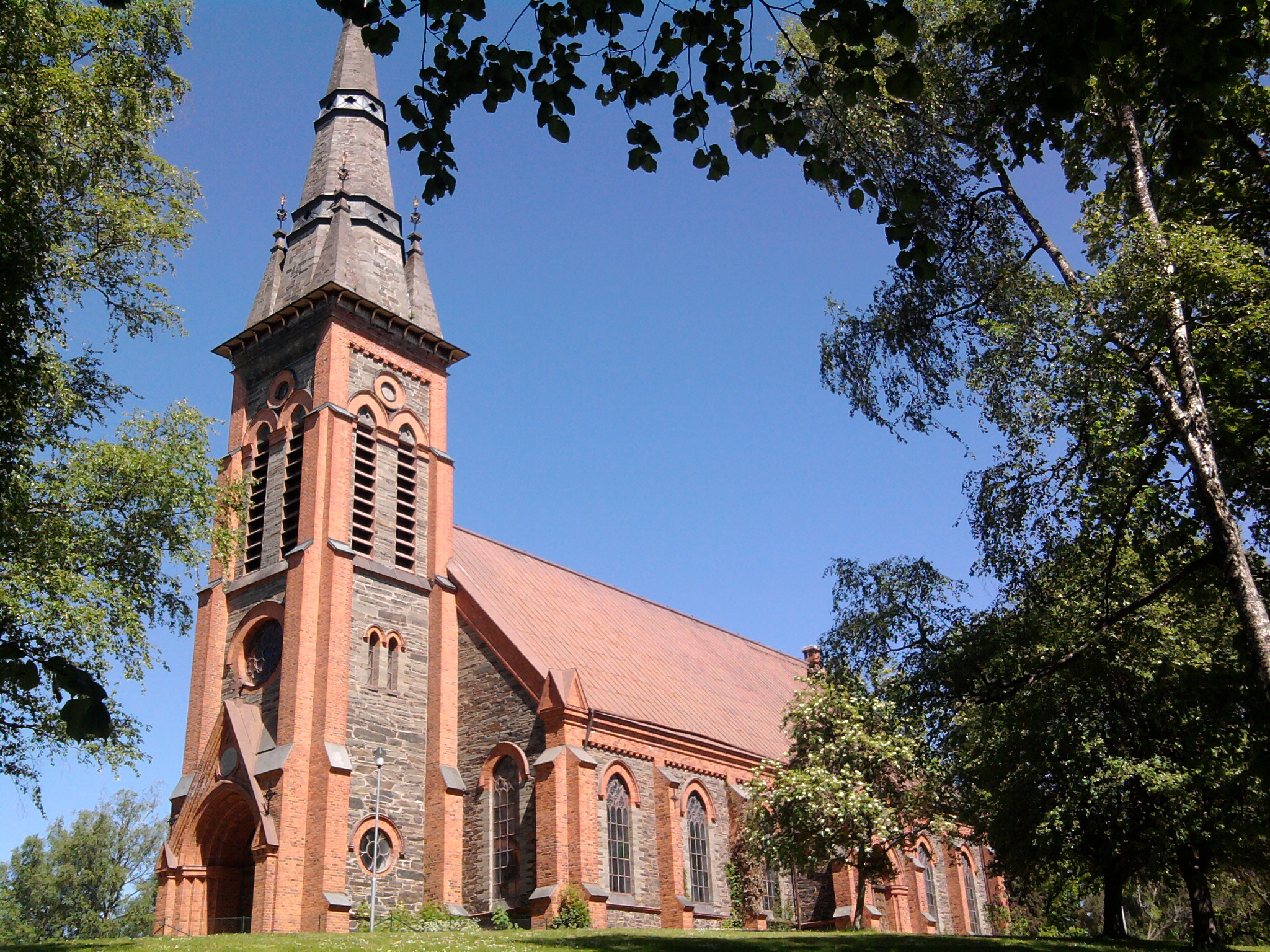
Церква (Отвідаберг)
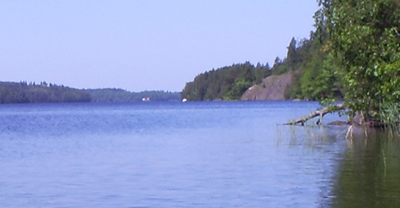
Озеро Ерлонген

## Виноски
1. ↑  Andersson P. Sveriges kommunindelning 1863-1993 — Mjölby: Draking, 1993. — 132 с. — ISBN 978-91-87784-05-7
2. ↑  Folkmangd i riket, lan och kommuner (шв.) . Центральне бюро статистики Швеції. Архів оригіналу за 20 серпня 2013. Процитовано 15 лютого 2013.